# دکترین حقوقی
دکترین حقوقی (به انگلیسی Legal doctrine) آراء و عقاید علمای حقوق است که به‌طور غیر مستقیم از منابع حقوق شمرده شده و در آراء دادگاه‌ها تأثیر می‌گذارد. اساس دکترین عقل و آزادی اندیشه و جستجوی عدالت است. در گذشته در کشورهایی از جمله روم باستان دکترین را یکی از مهم‌ترین منابع رسمی حقوق می‌شمردند اما اکنون در نظام‌های حقوقی معاصر غالباً به عنوان منبع تفسیری از آن استفاده می‌شود.